# Siobhan Fallon Hogan

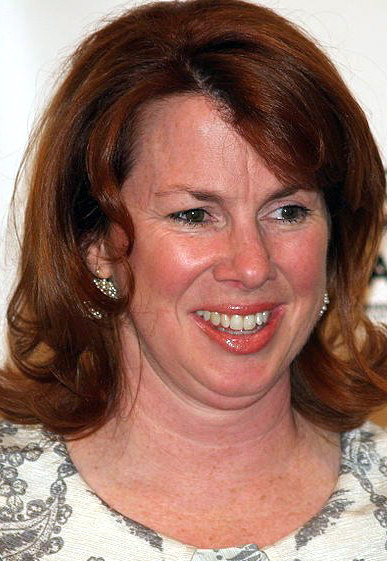
Siobhan Fallon Hogan (2008)

Siobhan Fallon Hogan (* 13. Mai 1961 in Syracuse, New York als Siobhan Fallon) ist eine US-amerikanische Schauspielerin.

## Leben
Fallon Hogans Filmlaufbahn begann 1990 in der Fernsehserie Golden Girls. Ab 1991 trat sie bis 1992 regelmäßig in der Fernsehserie Saturday Night Live auf. Ihre erste bekanntere Teilnahme an einem Kinofilm war 1994 in Forrest Gump, von da an war sie regelmäßig in bekannten Produktionen zu sehen. In Men in Black, der 1997 erschien, verkörperte sie eine scheinbar eher naive und geistig beschränkte Nebenfigur. Für ihre Rolle in Dancer in the Dark wurde Fallon Hogan für zwei Filmpreise nominiert.
Fallon Hogan ist mit Peter Hogan verheiratet, mit dem sie drei Kinder hat.

## Filmografie (Auswahl)
- 1990: Golden Girls (The Golden Girls, Fernsehserie)
- 1991: Baby Talk (Fernsehserie)
- 1991–1992: Saturday Night Live (Fernsehserie)
- 1991, 1994: Seinfeld (Fernsehserie)
- 1994: Greedy – Erben will gelernt sein (Greedy)
- 1994: Schlagzeilen (The Paper)
- 1994: Forrest Gump
- 1994: Nur für Dich (Only You)
- 1995: Chaos! Schwiegersohn Junior im Gerichtssaal (Jury Duty)
- 1996: Striptease
- 1997: Nick and Jane
- 1997: Fools Rush In – Herz über Kopf (Fools Rush In)
- 1997: Feds (Fernsehserie)
- 1997: Men in Black
- 1998: Jagabongo – Eine schrecklich nette Urwaldfamilie (Krippendorf’s Tribe)
- 1998: Kein Vater von gestern (A Cool, Dry Place)
- 1998: Verhandlungssache (The Negotiator)
- 2000: Risiko – Der schnellste Weg zum Reichtum (Boiler Room)
- 2000: Dancer in the Dark
- 2000: The Photographer
- 2000: Third Watch – Einsatz am Limit (Third Watch, Fernsehserie)
- 2000, 2003: Law & Order: Special Victims Unit (Fernsehserie)
- 2001: Schlimmer geht’s immer! (What’s the Worst That Could Happen)
- 2001: Rain
- 2002: Jede Menge Ärger (Big Trouble)
- 2003: Der Kindergarten Daddy (Daddy Day Care)
- 2003: Das Geheimnis von Green Lake (Holes)
- 2003: Dogville
- 2004: Rescue Me (Fernsehserie)
- 2005: Ein Mann für eine Saison (Fever Pitch)
- 2006: Schweinchen Wilbur und seine Freunde (Charlotte’s Web)
- 2007: I’ll Believe You
- 2007: 30 Rock (Fernsehserie)
- 2007: Funny Games U.S. (Funny Games)
- 2008: Baby Mama
- 2009: New in Town
- 2010: The Secret Friend
- 2010: Der Kautions-Cop (The Bounty Hunter)
- 2010: Fred: The Movie (Fernsehfilm)
- 2012: Fred: The Show (Fernsehserie)
- 2015–2016: Wayward Pines (Fernsehserie)
- 2017: Abgang mit Stil (Going in Style)
- 2018: The House That Jack Built
- 2018: The Professor (Richard Says Goodbye)
- 2021: Clifford der große rote Hund (Clifford the Big Red Dog)
- 2023: Eileen

## Auszeichnungen
Nominierungen
- 2001: Robert als Beste Nebendarstellerin in Dancer in the Dark
- 2001: Chlotrudis Award als Beste Nebendarstellerin in Dancer in the Dark